# Карлссон, Руне
Руне Валенти́н Ка́рлссон (швед. Rune Valentin Carlsson; 1 октября 1909, Эскильстуна — 14 сентября 1943, Линчёпинг, Эстергётланд) — шведский футболист. Участник чемпионата мира 1934 года.

## Биография

### Клубная карьера
Всю футбольную карьеру играл за «ИФК Эскильстуна», но с этим клубом не выиграл никаких трофеев.

### Карьера в сборной
Дебютировал за сборную Швеции 28 сентября 1930 года в товарищеском матче со сборной Польши — Швеция проиграла со счётом 0:3.
В составе сборной Швеции Карлссон принимал участие на чемпионате мира 1934 года, где сыграл в двух матчах со сборными Аргентины (3:2) и в 1/4 финальном матче со Германии (1:2). Всего за сборную Швеции сыграл 7 матчей.